# Cenerentola (Cinderella)
Cenerentola (Cinderella) ist ein Lied der italienischen Discoband Martinelli, das im Jahr 1985 erschien.

## Entstehung und Veröffentlichung
Geschrieben und produziert wurde das Lied von Aldo Martinelli, dem Initiator des Musikprojektes. Beim Schreibprozess wurde er von Bandkollegen Simona Zanini unterstützt, während er die Produktion gemeinsam mit Fabrizio Gatto tätigte.
Die Erstveröffentlichung von Cenerentola (Cinderella) erfolgte als Single im Jahr 1985 bei Chic Records. Diese erschien als 7″-Single (Katalognummer: 6.14402) sowie als 12″-Single (Katalognummer: Moonray 700) mit je zwei verschiedenen Versionen des Liedes.

## Inhalt
Das Sujet ist das Märchen von Aschenputtel bzw. Cinderella, so ertönt im Intro eine Kuckucksuhr, symbolisch für den Uhrenschlag um Mitternacht, wo Aschenputtel spätestens den königlichen Ball verlassen muss. Der Ball wird auch wiederholt im Text metamorphorisch als Disco aufgegriffen („Now she's dressing up for the disco“). Ebenso werden die verschiedenen Nächte, wo sie heimlich den Ball beiwohnt, beschrieben („Cinderella's life will be changing every night. She's the star, yes she's the sight“).

## Rezeption
In Italien war Cenerentola (Cinderella) neben Self Control der Inbegriff für Italo Disco. Die Band trat hiermit in verschiedenen Musikshows auf. Interpret Aldo Martinelli ließ sich bei diesen Auftritten stets von Models doubeln.

## Chartplatzierungen
| ChartsChartplatzierungen | Höchstplatzierung | Wochen/ Monate |
| ------------------------ | ----------------- | -------------- |
| Deutschland (GfK)        | 8 (18 Wo.)        | 18 Wo.         |
| Italien (FIMI)           | 10 (5 Wo.)        | 5 Wo.          |
| Österreich (Ö3)          | 5 (3 Mt.)         | 3 Mt.          |
| Schweiz (IFPI)           | 6 (11 Wo.)        | 11 Wo.         |

| ChartsJahrescharts (1985) | Platzierung |
| ------------------------- | ----------- |
| Deutschland (GfK)         | 50          |
| Österreich (Ö3)           | 20          |